# Staudtia kamerunensis var. gabonensis
Staudtia kamerunensis var. gabonensis es una variedad de Staudtia kamerunensis de la familia Myristicaceae. Comúnmente conocida como Bokapi, M'bonda (Camerún), Niove, M'boun (Gabón), Kamashi o Nkafi (Zaire) produce madera de color marrón rojizo a marrón amarillento con una veta fina.